# Distrito de Saiha
Saiha (en hindi; सइहा जिला ) es un distrito de India en el estado de Mizoram . 
Comprende una superficie de 1 400 km².
El centro administrativo es la ciudad de Saiha.

## Demografía
Según censo 2011 contaba con una población total de 56 366 habitantes.